# Der var engang (film, 1907)
Der var engang je dánský němý film z roku 1907. Režiséry jsou Viggo Larsen (1880–1957) a Gustav Lund (1853–1948). Film trvá zhruba 11 minut.
Jedná se o první filmovou adaptaci divadelní hry Der var engang (1885) od Holgera Drachmanna (1846–1908). 